# Hyvinkää Falcons 2009
Questa voce raccoglie le informazioni riguardanti gli Hyvinkää Falcons nelle competizioni ufficiali della stagione 2009.

## II-divisioona 2009

### Stagione regolare
| Vantaa 30 maggio 2009, ore 12:30 1ª giornata | Vantaan TAFT | 46 – 6 | Hyvinkää Falcons | Tikkurilan urheilupuisto |

| Sipoo 14 giugno 2009, ore 12:00 3ª giornata | Sipoo Bulldogs | 41 – 26 | Hyvinkää Falcons | Massby |

| Hyvinkää 27 giugno 2009, ore 14:00 4ª giornata | Hyvinkää Falcons | 26 – 8 | Salo Scorpions | Kankurin Liikuntapuisto |

| Helsinki 3 luglio 2009, ore 18:00 5ª giornata | Helsinki Wolverines II | 14 – 6 | Hyvinkää Falcons | Myllypuron liikuntapuisto |

| Nokia 11 luglio 2009, ore 15:00 6ª giornata | Nokia Ghosthunters | 55 – 0 | Hyvinkää Falcons | Keskusurheilukenttä |

| Hyvinkää 19 luglio 2009, ore 13:30 Recupero 2ª giornata | Hyvinkää Falcons | 20 – 15 | Seinäjoki Gators | Perttulan kenttä |

| Hyvinkää 1º agosto 2009, ore 14:00 7ª giornata | Hyvinkää Falcons | 0 – 19 | Lieto Oakmen | Perttulan kenttä |

| Hyvinkää 7 agosto 2009, ore 18:00 8ª giornata | Hyvinkää Falcons | 0 – 10 | Sea City Storm | Perttulan kenttä |

## Statistiche di squadra
| Competizione      | %Vittorie | In casa | In casa | In casa | In casa | In casa | In casa | In trasferta | In trasferta | In trasferta | In trasferta | In trasferta | In trasferta | Totale | Totale | Totale | Totale | Totale | Totale |
| Competizione      | %Vittorie | G       | V       | N       | P       | Pf      | Ps      | G            | V            | N            | P            | Pf           | Ps           | G      | V      | N      | P      | Pf     | Ps     |
| ----------------- | --------- | ------- | ------- | ------- | ------- | ------- | ------- | ------------ | ------------ | ------------ | ------------ | ------------ | ------------ | ------ | ------ | ------ | ------ | ------ | ------ |
| Stagione regolare | .250      | 4       | 2       | 0       | 2       | 46      | 52      | 4            | 0            | 0            | 4            | 38           | 156          | 8      | 2      | 0      | 6      | 84     | 208    |
| Totale            | .250      | 4       | 2       | 0       | 2       | 46      | 52      | 4            | 0            | 0            | 4            | 38           | 156          | 8      | 2      | 0      | 6      | 84     | 208    |